# AIK Media
AIK Media är den del som sköter AIK Webbradio, AIK TV, AIK:s officiella webbplats samt AIK Fotbolls officiella webbplats och som lanserades vid premiären av Fotbollsallsvenskan 2007.

## Webbradio
AIK Webbradio startades våren 2004 av Pelle Jutehammar och Johan Florén. Radion sänder över Internet via AIK:s webbplats. Sändningarna består av matchreferat från fotboll, innebandy och handboll samt studioprogram med gäster, reportage och matchrapporter. 2006 benämnde Dagens Nyheter AIK Webbradio som "landets bästa". Sedan 2006 sänder man även ett par webbkamerasändningar via Internet, detta har numera utvecklats till AIK TV (se nedan). Webbradion fortsätter dock att sända matcher från till exempel damallsvenskan och andra serier man fortfarande har rättigheter att sända (man har inte det för fotbollsallsvenskan).

## TV
Under fotbollssäsongen 2006 började AIK Webbradio ge ut intervjuer med spelare och ledare som filmades med en kamera - vilket senare kom att utvecklas till den nuvarande satsningen. AIK TV började från och med Fotbollsallsvenskan 2007 att lägga upp varje hemmamatch på sajten i sin helhet minst 24 timmar efter att den har spelats. Oftast är den kommenterad av AIK Webbradios kommentatorer, men vissa matcher har varit utan kommentatorljud. AIK TV har också en del intervjuer innan och efter match om hur spelat kommer att vara samt hur det har varit. TV:n är än så länge en gratisfunktion, men det är oklart om hur det kommer att se ut i framtiden.

## Internet
AIK Media driver AIK:s officiella webbplats aik.se samt AIK Fotbolls officiella webbplats aikfotboll.se som öppnades 27 mars 2008.